# Route nationale 97 (Grèce)
Pour les articles homonymes, voir Route nationale 97.
La route nationale 97 (en grec moderne : Εθνική Οδός 97, en abrégé EO97) est une route en Crète, dans le centre de l'île.

## Description
La route nationale 97 (route EO97), également connue sous le nom de route nationale Héraklion–Agía Galíni, est une voie express en Grèce. Elle mesure 77 km de long.

## Tracé
| Km    | Agglomérations | Carte interactive                 |
| ----- | -------------- | --------------------------------- |
| 0 km  | Héraklion      | Parcours de la route nationale 97 |
| km    | Kerásia        | Parcours de la route nationale 97 |
| km    | Vourvoulítis   | Parcours de la route nationale 97 |
| km    | Míres          | Parcours de la route nationale 97 |
| km    | Tymbáki        | Parcours de la route nationale 97 |
| 77 km | Agía Galíni    | Parcours de la route nationale 97 |

## Galerie

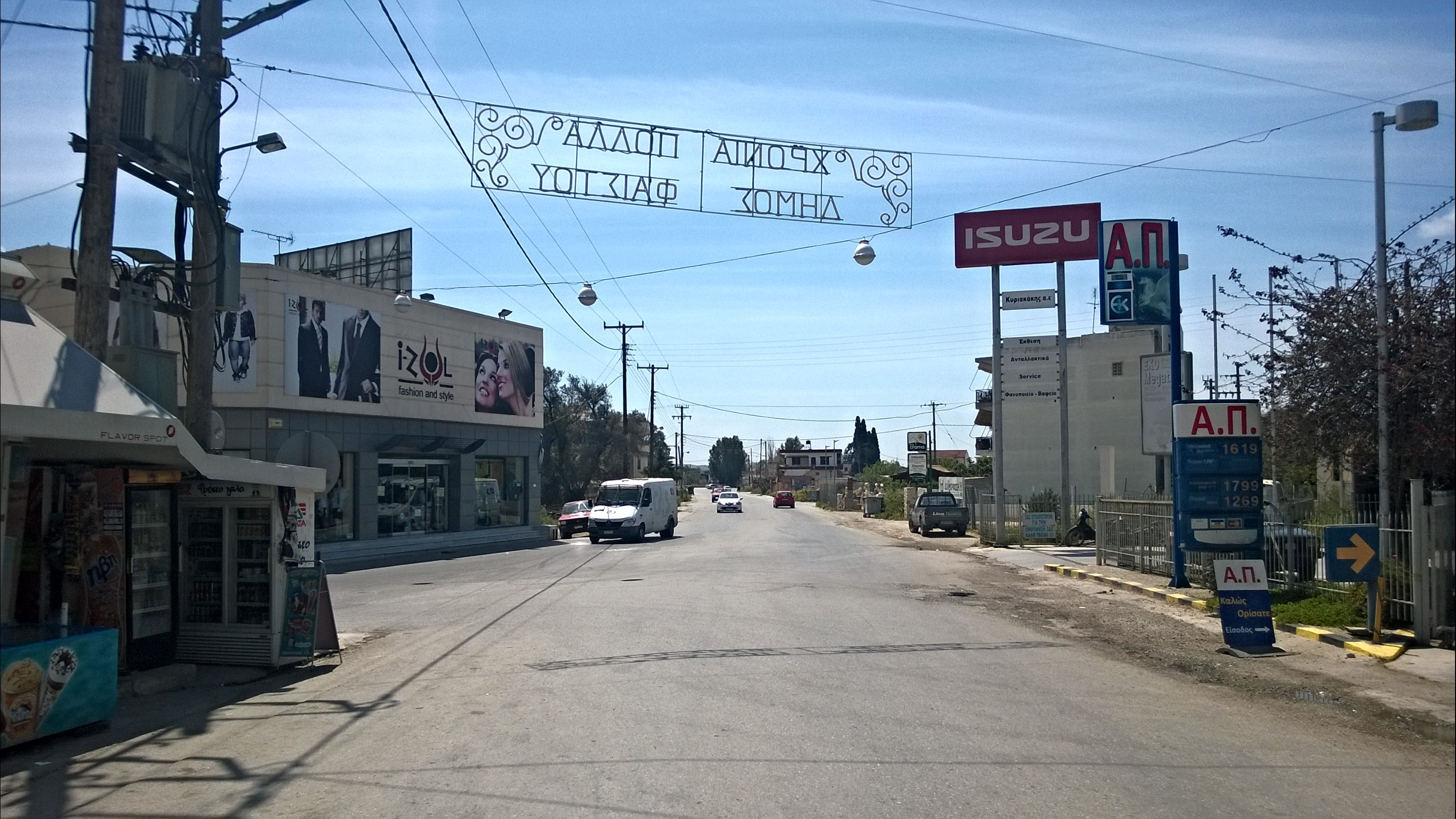
La EO97 à Míres.